# Chetogena tschorsnigi
Chetogena tschorsnigi är en tvåvingeart som beskrevs av Ziegler 1999. Chetogena tschorsnigi ingår i släktet Chetogena och familjen parasitflugor.
Artens utbredningsområde är Frankrike. Inga underarter finns listade i Catalogue of Life.